# Mitja Klavora
Mitja Klavora, slovenski kriminalist, * 25. februar 1955, Ljubljana. 
S starši je najprej živel v Starem trgu pri Ložu, nato pa od leta 1960 v Medvodah. Na srednji šoli je maturiral leta 1974 v Kranju in se istega leta zaposlil v tedanjem Republiškem sekretariatu za notranje zadeve kot kriminalist pripravnik. Po srednji šoli je končal šolo za pehotne rezervne oficirje v Bileći in po odsluženem vojaškem roku postal rezervni častnik.
Diplomiral je leta 1987 na Pravni fakulteti v Ljubljani. V kriminalistični službi ministrstva za notranje zadeve je ostal do razrešitve junija 1994, kariero je končal na mestu direktorja kriminalistične službe. Razrešen je bil po odločitvi vlade brez obrazložitve. Med čistko v notranjem ministrstvu tik po t. i. aferi Depala vas, ki je s položaja odnesla tedanjega ministra za obrambo Janeza Janšo, so ga leta 1995 odpustili s pravico do pokojnine.
V letih 1997–2005 je bil zaposlen v družbi Petrol, kot svetovalec in kot izvršni direktor. Leta 1995 je izdal knjigo Zdrs, leta 2018 pa Od Depale vasi do Patrie. Napisal je preko 50 kolumen v časniku Dnevnik pot psevdonimom Samo Burja. V letu 2005 se je ponovno upokojil in bil imenovan na mesto prokurista v družbi Fenolit.